# 565
Раннє Середньовіччя. Триває чума Юстиніана. У Східній Римській імперії завершилося правління Юстиніана I, розпочалося правління Юстина II. Візантійська імперія повернула собі значну частину володінь колишньої Римської імперії. Франкське королівство розділене між синами Хлотара I. Іберію займає Вестготське королівство, у Тисо-Дунайській низовині лежить Королівство гепідів. В Англії розпочався період гептархії.
У Китаї період Північних та Південних династій. На півдні править династія Чень, на півночі — Північна Чжоу та Північна Ці. Індія роздроблена. В Японії триває період Ямато. У Персії править династія Сассанідів. Степову зону Азії та Східної Європи контролює Тюркський каганат.
На території лісостепової України в VI столітті виділяють пеньківську й празьку археологічні культури. VI століття стало початком швидкого розселення слов'ян. У Північному Причорномор'ї співіснують різні кочові племена, зокрема гуни, сармати, булгари, алани, авари.

## Події
- Помер імператор Східної Римської імперії Юстиніан I. Новим імператором став його племінник Юстин II.
- Юстин II відмовився платити данину аварам, що напали на Балкани. Він також послав війська на підтримку гепідам у війні з лангобардами.
- Лангобарди на чолі з Албойном напали на Королівство гепідів, де правив король Кунімунд.
- Тюркський каганат покорив уйгурів.
- Виготовлено мадабську карту.
- Агафій Мірінейський почав писати історію з того місця, де закінчив Прокопій Кесарійський.

## Померли
- Юстиніан I, імператор.